# Etzbach (Adelsgeschlecht)

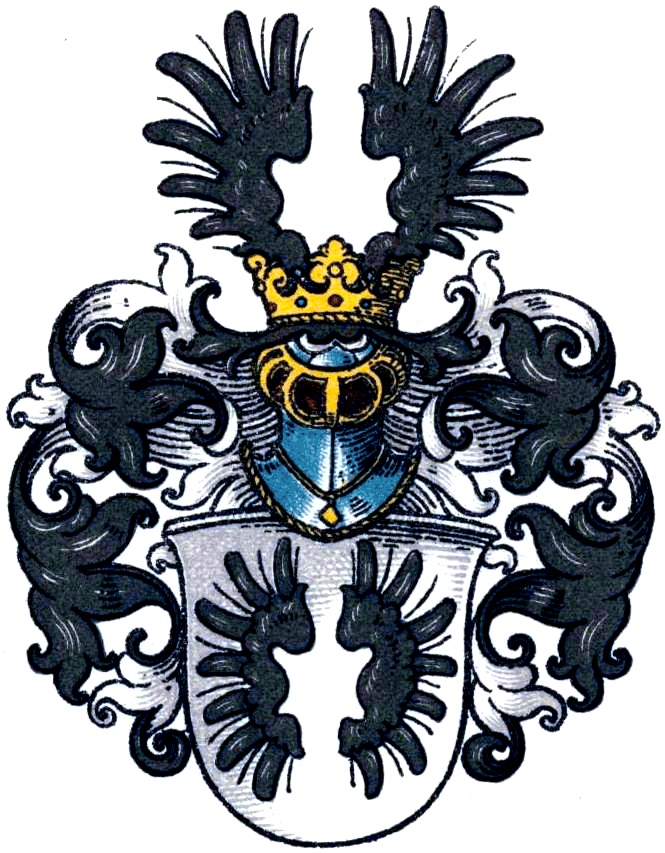
Wappen derer von Etzbach

Etzbach ist der Name eines rheinländischen Uradelsgeschlechts aus dem gleichnamigen rheinland-pfälzischen Ort Etzbach im Westerwald.

## Geschichte
Der Ort und die Familie Etzbach werden erstmals 1290 erwähnt. Es werden zwei Linien Etzbach unterschieden, die man bisher nicht genealogisch miteinander verknüpfen konnte, nämlich die auf Dückeburg und Langen sowie die Linie Langfort/Lanquit. Davon soll zumindest die Linie Dückeburg aus dem Haus Mauel im Westerwald stammen.
Statius von Etzbach (1608 †) zu Dückeburg und Mauel (um 1566) heiratete 1572 Engel de Bever (1595 †), Erbtochter des Hauses Langen, bzw. Tochter von Schotte und Eilke Onsta. Aus dieser Linie stammt auch die folgende Erbtochter des Hauses Dückeburg.
Mechthild Elisabeth von Etzbach war seit dem 18. März 1685 mit dem Amtmann Franz Wilhelm Spies von Büllesheim verheiratet. Durch die Heirat kam das Rittergut Dückeburg, lange im Besitz der Familie von Etzbach, in den Besitz der Familie Spies Büllesheim zu Maubach und blieb in deren Besitz bis 1825.
Die Linie Lanquit/Langfort hingegen stammt ab von Wilhelm von Etzbach (lebte um 1566), Sohn von Ludwig und Adelheid von der Leyen, verheiratet mit Anna Staël von Holstein, Erbtochter des Hauses Lanquit/Langfort bzw. Tochter von Johann und Catharina von Keppel.

## Wappen
Blasonierung: In Silber ein offener schwarzer Flug. Auf dem gekrönten Helm mit schwarz–silbernen Decken der schwarze Flug.
Wappengleichheit besteht mit den älteren von der Hoven, die in derselben Region begütert waren, so dass der Historiker Hellmuth Gensicke davon ausgeht, dass diese Geschlechter aus der Reichsministerialität hervorgegangen und möglicherweise eines Stammes sind.

## Güter
- Burg Mauel oder Auel, Windeck, NRW
- Gut Lanquit/Lankfort, Langenfeld, NRW
- Haus Langendonk, Grefrath, NRW
- Fliesteden, NRW
- Gut Brubach
- Dückeburg, Langenfeld-Reusrath, NRW
- Haus Langen (Bad Bentheim), Niedersachsen